# 吴阶平
吴阶平（1917年1月22日—2011年3月2日），原名吴泰然，号阶平，江苏武进人，中华人民共和国政治人物，原副国级领导人，泌尿外科专家，中国科学院和中国工程院双料院士。

## 生平

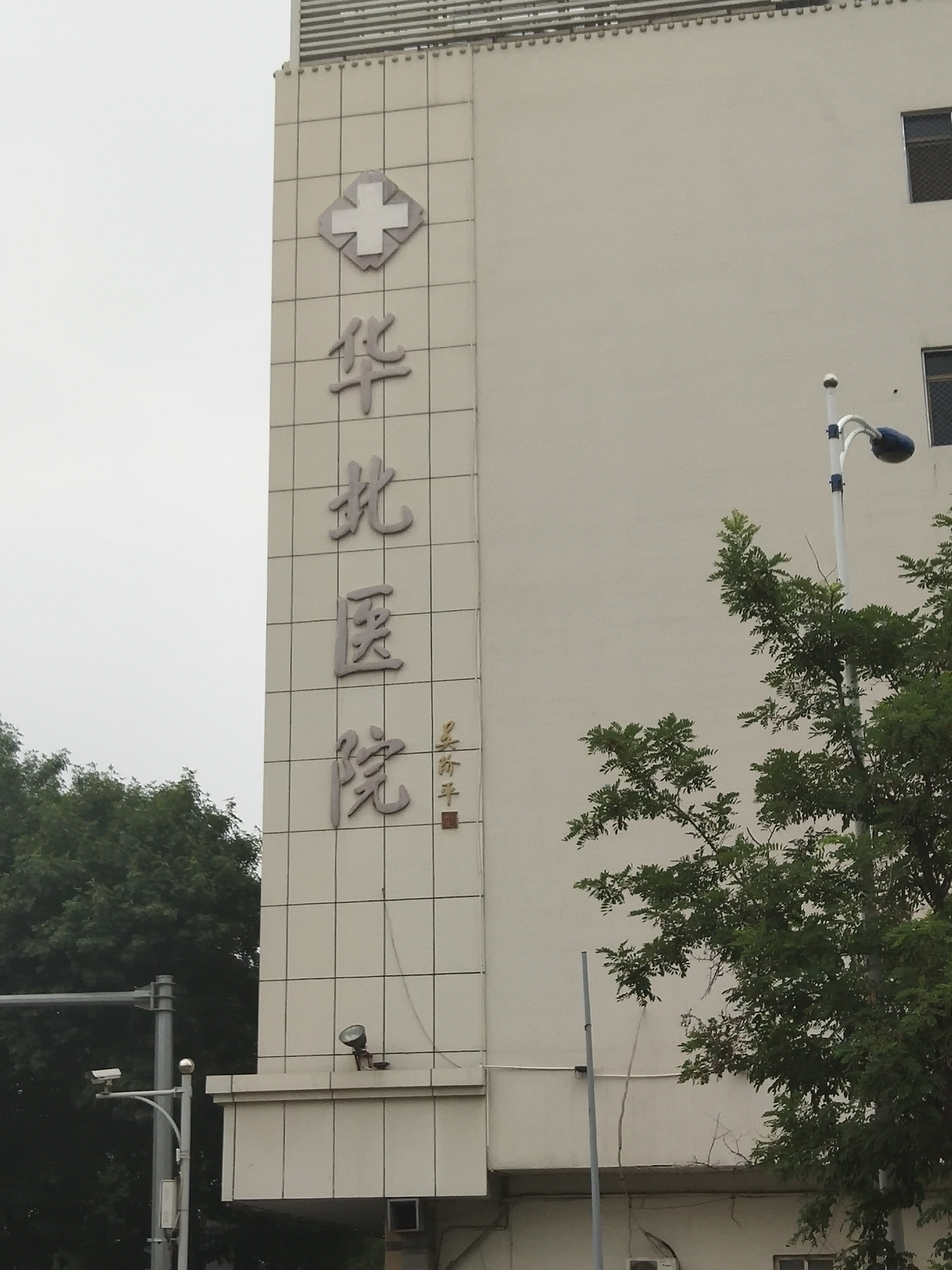
天津市华北医院建筑上吴阶平的题词

吴阶平父亲吴敬仪，清末曾为湖南候补知县，与盛宣怀有交往，辛亥后从事实业，1921年携全家至天津，任宝成第三纺纱厂总经理、厂长:2-4。吴阶平生于1917年1月，是吴敬仪的第三个儿子，侧室郑霞所生:3。
吴阶平自小于天津长大，在家中私塾学习，吴敬仪同时也请厂内工程师为其教授算术、英语，后就读于天津汇文中学。在父亲吴敬仪不做官、不从商、学“技术”、尤其要学医的思想指导下，吴氏兄弟吴瑞萍、吴阶平、吴蔚然、吴安然分科学习医学，1933年，吴阶平考取燕京大学医学预科，同年，在父亲的安排下与赵君恺成婚:14。1936年，吴阶平考入北京协和医学院学习，期间曾担任学生会主席:32。1942年毕业于北京协和医学院，获得医学士学位。不久进入中央医院工作，1946年1月，任北京大学医学院外科讲师，当年获得美国援华医学基金会（ABMAC）资助，于次年前往芝加哥大学学习，师从查尔斯·布兰顿·哈金斯:49。1948年12月，吴阶平返回中国，继续就职于北京大学医学院:53。
1951年，曾率医疗队前往长春为参加朝鲜战争的伤员医治。1956年1月，吴加入中国共产党。1957年升任教授:68。
从1954年起，吴阶平先后奉命为金日成、苏加诺、胡志明、马科斯等人提供过医疗服务。1967年底开始任江青的保健医生，次年又服务于林彪。1972年，吴阶平出任周恩来医疗小组组长，为其诊治膀胱癌。
1980年，吴阶平当选中国科学院学部委员。1986年6月，中国科学技术协会第三次全国代表大会在北京召开，选举产生第三届全国委员会。6月28日，第三届全国委员会第一次会议召开，推举其担任副主席。1989年，被选为九三学社中央副主席，1992年当选主席，1990年在第七届全国人民代表大会第三次会议上被補選為全國人大常委会委员。1995年，荣获中国工程院院士。同年5月，中国科学技术协会第四次代表大会召开，并选举产生第四届全国委员会。5月27日，第四届全国委员会第一次会议召开，其被选为副主席。1998年3月，第九届全国人大第一次会议上，他当选全国人民代表大会常务委员会副委员长。
2000年2月28日，吴阶平医学基金会在北京成立，为中华人民共和国卫生部直属的行业基金会。
2011年3月2日21时18分在北京逝世。

## 家庭
兄吴瑞萍、弟吴蔚然亦是医学家。